# Comuna Leninske, Lenine
Leninske (în ucraineană Ленінське) este o comună în raionul Lenine, Republica Autonomă Crimeea, Ucraina, formată din satele Doroșenkove, Fontan și Leninske (reședința).

## Demografie
Componența lingvistică a comunei Leninske
     Rusă (78,22%)
     Tătară crimeeană (13,8%)
     Ucraineană (6,79%)
     Alte limbi (0,31%)
Conform recensământului din 2001, majoritatea populației comunei Leninske era vorbitoare de rusă (78,22%), existând în minoritate și vorbitori de tătară crimeeană (13,8%) și ucraineană (6,79%).